# Großsteingrab Gronenberg
Das Großsteingrab Gronenberg ist eine megalithische Grabanlage der jungsteinzeitlichen Trichterbecherkultur bei Gronenberg, einem Ortsteil von Scharbeutz im Kreis Ostholstein in Schleswig-Holstein. Es trägt die Sprockhoff-Nummer 246.

## Lage
Das Grab befindet sich nordöstlich von Gronenberg im Waldstück Neukoppel. Es ist über einen Weg erreichbar.

## Beschreibung
Die Anlage besitzt eine annähernd nord-südlich orientierte Grabkammer. Es handelt sich vermutlich um einen erweiterten Dolmen mit einer Länge von etwa 1,5 m. Erhalten sind zwei Wandsteinpaare an den Langseiten, der südliche Abschlussstein und ein Deckstein. Die östlichen Wandsteine und der nördliche Wandstein der Westseite stehen in situ, der Abschlussstein und der südliche Stein der Westseite sind verschoben. Der Deckstein liegt im Inneren der Kammer. Das Nordende der Kammer ist unter einem aufgeschütteten Wall verborgen.